# Jost Pietzcker
Jost Pietzcker (* 21. Juli 1945 in Tübingen) ist ein deutscher Sachbuchautor und Rechtswissenschaftler.

## Leben
Pietzcker wurde 1974 an der Rechtswissenschaftlichen Fakultät der Universität Tübingen mit der Dissertation Verfassungsrechtliche Anforderungen an die Ausgestaltung staatlicher Prüfungen promoviert. Ebenfalls in Tübingen habilitierte er sich 1977  mit der Schrift Der Staatsauftrag als Instrument des Verwaltungshandelns. Recht und Praxis der Beschaffungsverträge in den Vereinigten Staaten von Amerika und der Bundesrepublik Deutschland. Er wurde 1978 Wissenschaftlicher Rat und Professor an der Rheinischen Friedrich-Wilhelms-Universität Bonn und 1981 ebenda ordentlicher Professor und Direktor des Instituts für Öffentliches Recht – Abteilung Rechtsvergleichung. Mittlerweile ist Pietzcker im Ruhestand.
Zu den Forschungsbereichen von Pietzcker gehörte unter anderem das staatliche Vergaberecht.

## Veröffentlichungen (Auswahl)
- Verfassungsrechtliche Anforderungen an die Ausgestaltung staatlicher Prüfungen. Duncker und Humblot, Berlin 1975, ISBN 3-428-03313-2.
- Der Staatsauftrag als Instrument des Verwaltungshandelns. Recht und Praxis der Beschaffungsverträge in den Vereinigten Staaten von Amerika und der Bundesrepublik Deutschland. Mohr, Tübingen 1978, ISBN 3-16-641072-4.
- Der anwaltliche Lokalisationsgrundsatz. Verfassungs- und europarechtliche Problematik. O. Schmidt, Köln 1990, ISBN 3-504-18980-0.
- Der Vorhaben- und Erschließungsplan. Nomos-Verl.-Ges., Baden-Baden 1993, ISBN 3-7890-2856-8.
- Die Zweiteilung des Vergaberechts. Nomos-Verl.-Ges., Baden-Baden 2001, ISBN 3-7890-7537-X.
- mit Gerd Motzke, Hans-Joachim Prieß (Hrsg.): Beck’scher VOB-Kommentar. Teil A. Beck, München 2001, ISBN 978-3-406-42576-9.